# Цирк

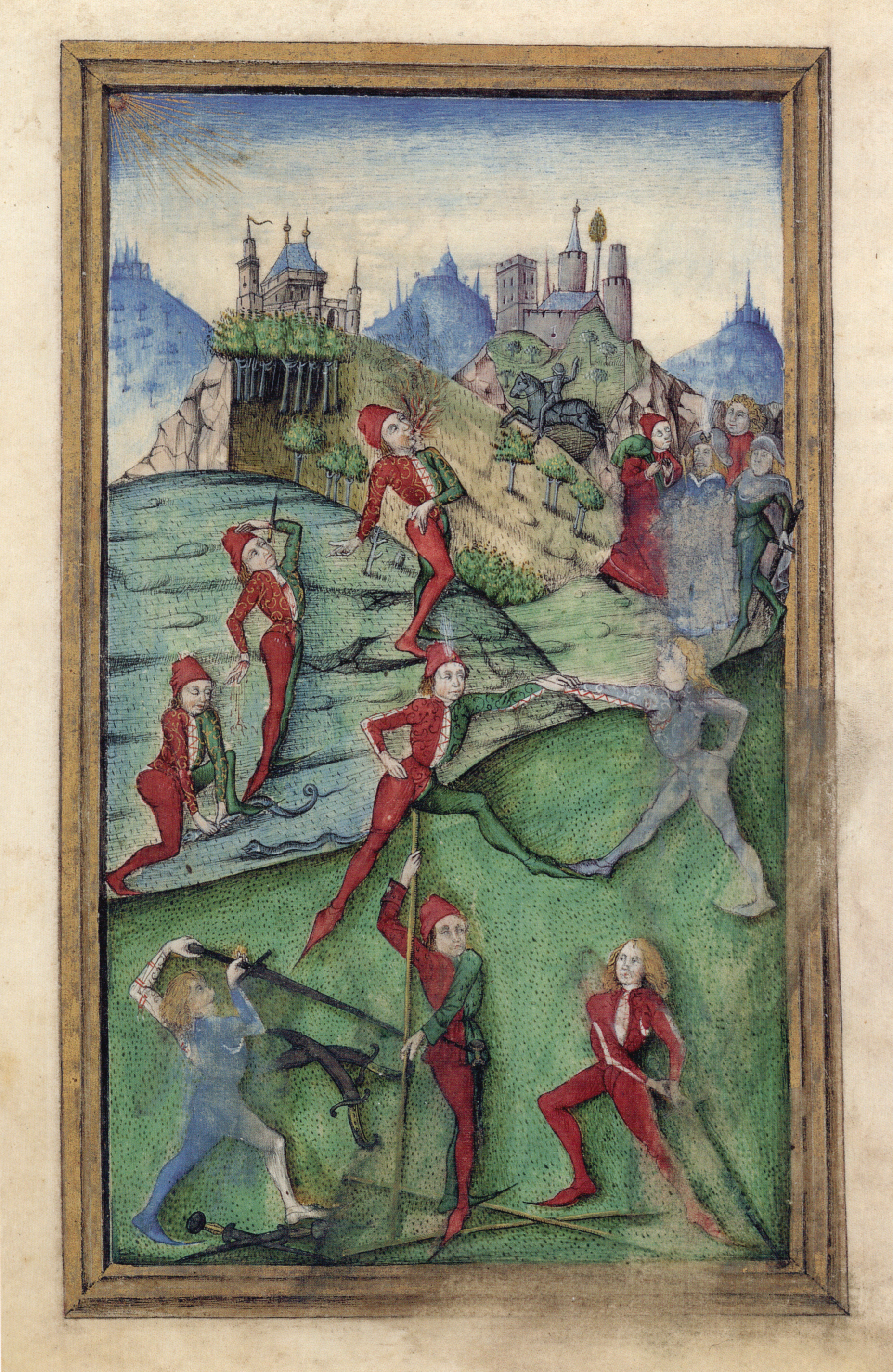
Изображение на средневековой немецкой гравюре выступления цирковых артистов, шпагоглотание, огнеглотание, физическая сила, акробатика, эквилибристика, дрессированные животные (змеи)

Цирк  (от лат. circus — круг) — вид зрелищного искусства, по законам которого строится развлекательное представление. Также цирком называется специальное здание для проведения этих представлений.
Основой циркового искусства считается демонстрация необычного (эксцентрика) и смешного; характерной принадлежностью современного цирка является демонстрация фокусов, пантомимы, клоунады, реприза, исключительных способностей, часто связанных с риском (физическая сила, акробатика, эквилибристика), дрессированных животных. Цирковая труппа может постоянно базироваться в городе и иметь определённое здание, но как и ранее большую роль играет бродячий цирк.
Международный День Цирка отмечается в третью субботу апреля.

## Описание

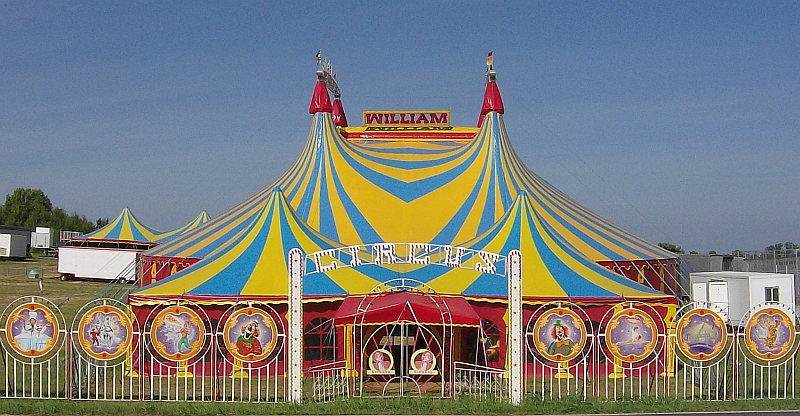
Цирк — шапито «Уильям», Германия, 2008 год

Здание (передвижное) цирка представляет собой шатёр круглой формы с высоким куполом (шапито), внутри которого размещается манеж (цирковая арена) и сидячие места для зрителей, расположенные амфитеатром. Стационарное (капитальное) здание цирка также обычно имеет круглую форму.
В цирках, вне зависимости от того, выстроены они на 500 зрителей или на 5000, пространство, оставляемое для арены (манежа), имеет один и тот же размер — 42 фута (13 метров), и одинаков во всем мире (данное требование пошло с XIX века).

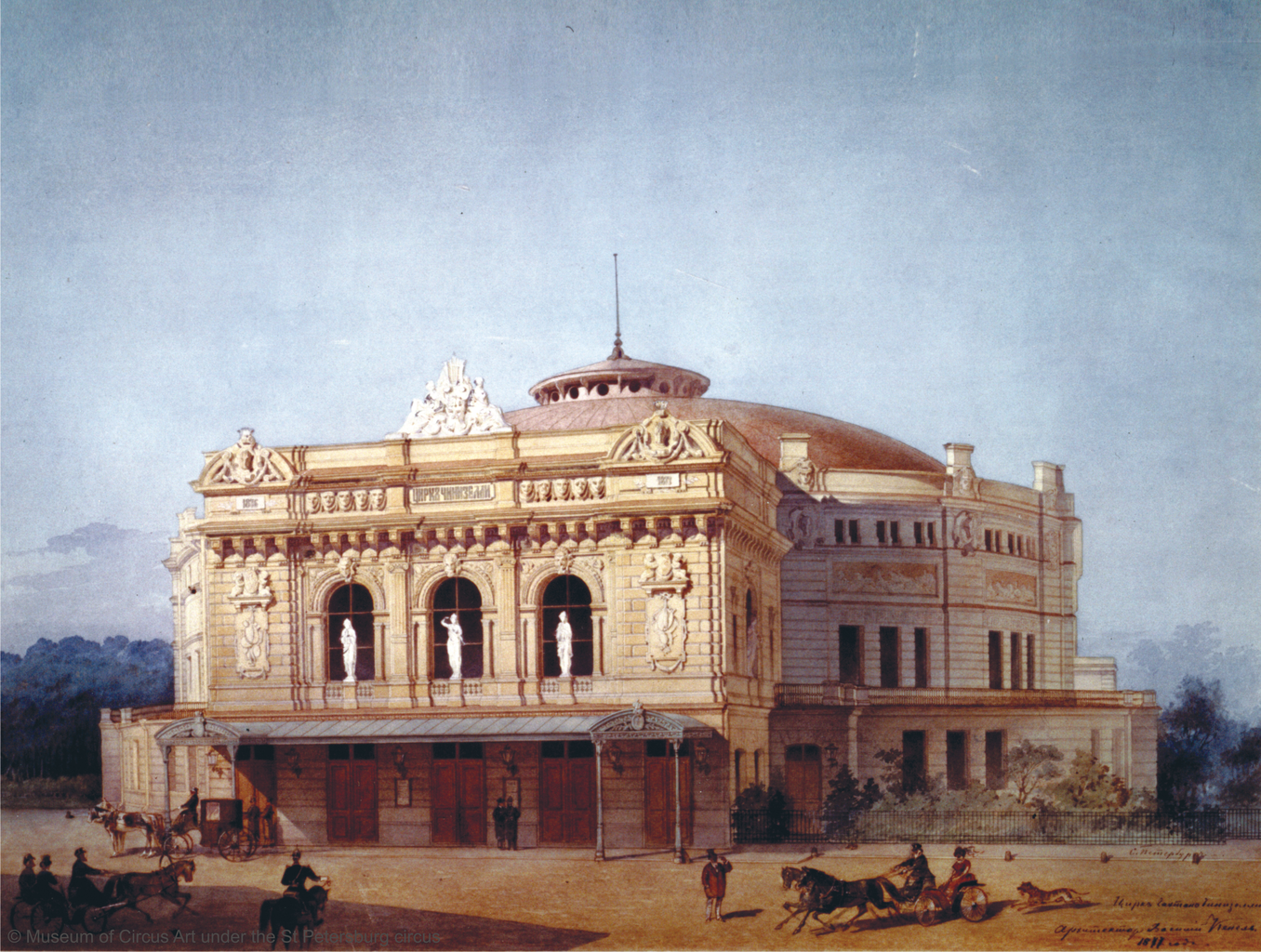
Стационарный цирк Чинизелли в Санкт-Петербурге, Россия

Объясняется это профессиональной необходимостью — для конной вольтижировки и акробатики требуется, чтобы спина бегущей лошади была всегда под одним углом к центру манежа. Этого можно добиться, только поддерживая чётко заданную скорость лошади при определённом диаметре манежа. Данное условие потребовало унификации всех манежей, на которых работали конные номера.
Арена цирка отделялась от поднимающихся кругом неё амфитеатром мест для публики небольшим, довольно широким барьером, высота которого должна была быть такова, чтобы лошадь среднего роста могла, положив копыта передних ног на барьер, продолжать двигаться задними ногами по арене. В двух противоположных пунктах арены, покрытой обыкновенно слоем песка или опилок толщиной в 6—8 см, этот барьер разбирался для образования проходов при впуске и выпуске лошадей; когда лошадь была на арене, барьер был закрыт.

## История

### Римский цирк

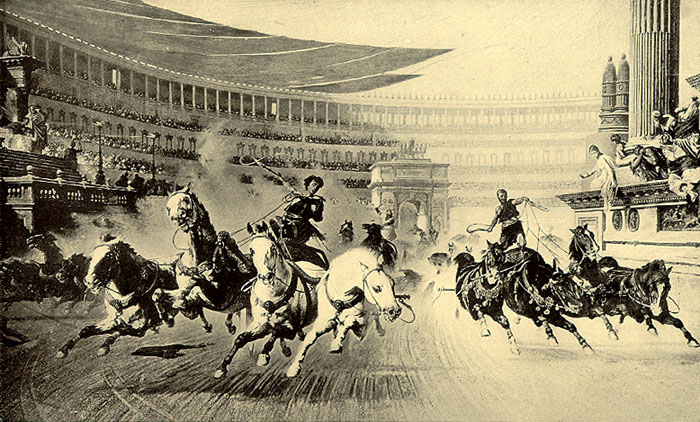
Скачки в римском цирке. Картина Куна, 1913

У древних римлян словом «цирк» (circus, «круг», «круглое здание») называлось открытое сооружение в виде вытянутого овала, соответствующее современному ипподрому. Крупнейшим из таких зданий был Большой цирк (Circus Maximus) в столице. Римский цирк имел очень мало общего с современным цирковым представлением: он был местом проведения ряда народных «зрелищ», прежде всего конских скачек и гонок колесниц, а впоследствии и некоторых других, обычно, впрочем, устраивавшихся не в цирках, а в амфитеатрах: единоборства гладиаторов (включая венаторов — тренеров, формально тоже считавшихся гладиаторами, несмотря на то, что они не сражались), травли зверей и т. п. Состязания в цирке происходили в известные праздничные дни и назывались ludi circenses. Цирк играл в Риме большую общественную роль, сохранявшуюся также в первые века Византии. Всего в Риме было 5 цирковых площадок.

### Средние века

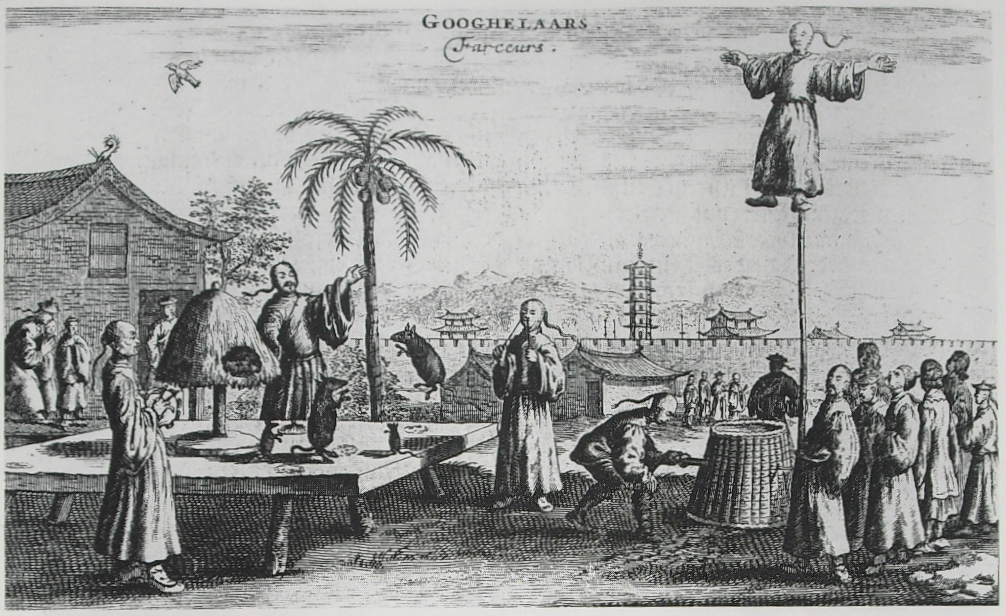
Бродячие циркачи в Китае, ок. 1655—1657 гг.

После распада Римской империи цирк мало-помалу потерял своё значение главного места для развлечения народа. Внук Хлодвига I, Хильперик I, король франков, построил в Париже и Суассоне цирки, где давались народу различные представления, но последние особенного успеха не имели, и потому цирки вскоре были заброшены и сломаны. Получившие в Средние века значительное развитие мистерии и театральные представления окончательно подорвали значение цирка как общественного увеселения.

### Новое время

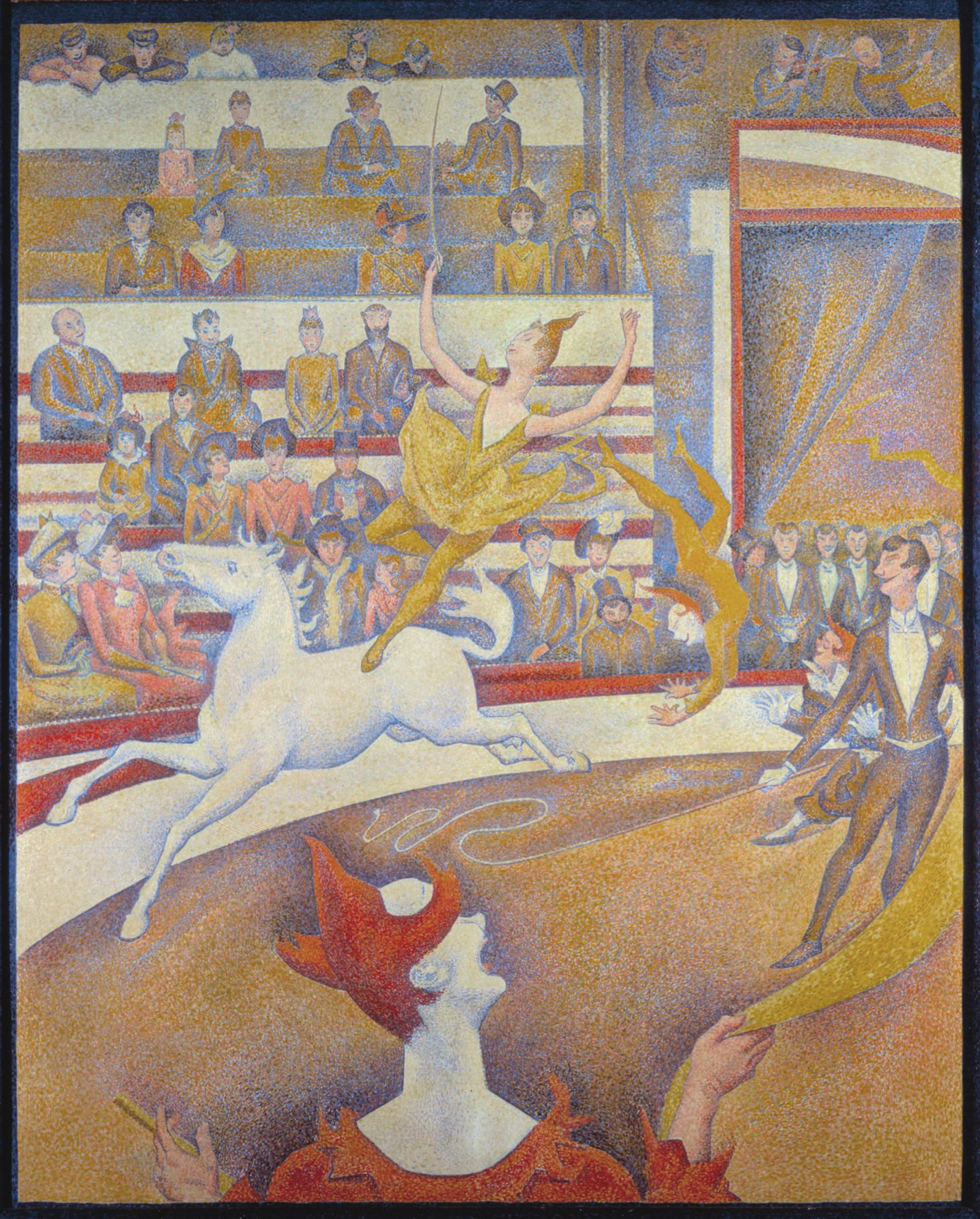
Жорж Сёра. Цирк. 1891

Цирк современного типа появился впервые лишь в конце XVIII века во Франции. Создателями его явились два английских наездника, отец и сын Астлеи. В 1774 году они выстроили в Париже, в предместье Тампль, круглый зал, названный ими цирком, и стали давать здесь представления, состоявшие из различных упражнений на лошадях и акробатических этюдов. Преемники Астлеев, итальянцы Франкони, вскоре выстроили новый цирк уже на 2700 человек. Они ввели в программу представлений ещё и пантомимы, а также борьбу диких зверей между собой и с собаками. Из Парижа цирковые представления вскоре распространились по всей Европе.
Представления с дрессированными животными начали даваться в цирке с конца XIX века. К концу века постоянные цирки существовали почти во всех столицах и главных городах Западной Европы и России. В 1764 году в Москве, неподалёку от Казанского вокзала, английский наездник Я. Бейтс построил манеж, где открыл конные представления. В следующем году он гастролировал в Петербурге. Так русский зритель познакомился с профессиональным цирком. Представления давались в манежах частных домов или во временных, наскоро сколоченных помещениях. Особенный успех имели цирки Кьярини (1803), Транже и Роббе (1812), Финарди (1818) и др. Первый стационарный цирк в России был открыт Жаком Турниером в 1827 году в Санкт-Петербурге. Затем строились стационарные цирки в Ярославле (1850), Москве (1853), Туле (1854). Представления в них давались иностранными труппами. Русский стационарный цирк был впервые построен братьями Никитиными в августе 1873 года в Пензе. Он до сих пор считается одним из лучших в России. Лучшими считались цирки Парижа (фр. Cirque d’hiver, Cirque d'été и др.). Кроме того, по Западной Европе и России постоянно кочевало весьма значительное число подвижных цирков. В Италии XIX века не было постоянных цирков, но зато большая часть наиболее значительных театров была устроена так, что партер мог быть превращён в цирковую арену. Наибольшее распространение цирки получили в Испании, где сохраняется с античности коррида.

### Новейшее время

#### Межвоенный период

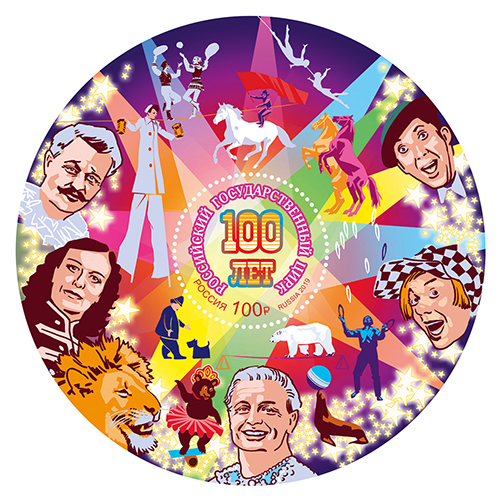
Почтовый блок России 2019 года, посвящённый 100-летию Российского государственного цирка

26 августа 1919 года в РСФСР за подписью В. И. Ленина вышел Декрет Совета Народных Комиссаров «Об объединении театрального дела», где провозглашалось, что цирки в стране становятся государственными. Первое представление в государственном цирке состоялось 22 сентября 1919 года.

#### В годыВеликой Отечественной войны
Во время Великой Отечественной войны искусству советского цирка был нанесен значительный урон. Многие цирковые здания были уничтожены вражескими бомбежками, пожарами вместе с реквизитом и оборудованием. Погибли дрессированные животные. Артисты уходили на фронт, распадались номера и аттракционы. Главное управление цирков вместе с Всесоюзным комитетом по делам искусств было эвакуировано в Томск.

В тяжёлые годы Великой Отечественной войны Сталин позаботился о том, чтобы советский цирк был поддержан и животные в нём не голодали.
С первых дней Великой Отечественной войны (1941—1945) артисты цирка выступали на мобилизационных пунктах, на вокзалах перед отправкой фронтовых эшелонов, в госпиталях.
В 1941 году, в годовщину Октябрьской революции, Московский цирк направил большую группу артистов на фронт в районы Можайска и Волоколамска.
Карандаш на глазах у публики напяливал на лицо получеловечью-полусобачью маску, на голову водружал чугунный котел, вооружался топором, ножом, дубиной. Высматривал что-то вдали, усаживался в «танк» с криком «Нах Москау!» и катил вперед. «Танк» представлял собой большую бочку, установленную на платформу, колеса которой были декорированы под гусеницы танка. Ящик с поленом изображал башню на танке. Спереди на днище бочки были нарисованы череп и кости. Взрыв! Гитлеровец в лохмотьях на одной ноге стоит в изумлении на манеже. Затем, обвязав голову платком, схватив «подвернувшийся» костыль, на одной ноге удирает за кулисы.
Ковёрный клоун Борис Петрович Вяткин одну за другой посылал в Москву телеграммы с просьбой направить его вместе с другими артистами на фронт для выступлений перед бойцами. В августе 1942 года их вызвали в Москву, чтобы направить во фронтовую цирковую бригаду. В том же месяце Борис и его любимица собака Крошка вместе с другими артистами отправились в первую фронтовую поездку. В июне 1942 года в действующие части выехала бригада Карандаша, а в августе — бригада Вяткина, обслуживавшая фронты в течение трёх лет. За все время работы на фронте их бригада дала более полутора тысяч концертов. Выступали перед летчиками, танкистами, разведчиками, на передовой, в госпиталях, на грузовиках, оборудованных «под сцену», на полянках и в лесочках. Не раз попадали под обстрелы и бомбежки, в любую погоду давали по три-четыре концерта. В 1945 году, уже после окончания войны, продолжали выступления в воинских частях, в Москву вернулись только в августе сорок пятого. В этом же году при Московском, Саратовском и других цирках, были созданы фронтовые цирки.
Специальный цирковой коллектив был образован под руководством Е. Гершуни при Ленинградском доме Красной Армии (премьера 23 февраля 1943 года). Он давал представления на Ленинградском фронте, а также в самом городе. Программа открывалась публицистическим прологом «Фашистский зверинец». Остросатирический конферанс осуществлял К. Гузынин и клоун Павел Алексеевич. Представление шло на фоне своеобразной конструкции, изображавшей цирковой амфитеатр.
29 ноября 1943 года Ижевский цирк открыл свои двери, несмотря на войну, и первыми зрителями нового цирка на 1800 мест стали раненые бойцы.
В ноябре 1944 года открылся 64-й сезон Ленинградского цирка. Великая Отечественная война прервала творческую деятельность цирка на 4 года.
На арене Саратовского цирка сделали первые шаги Вальтер Запашный и Мстислав Запашный. Случилось так, что Вальтер и Мстислав остались в осаждённом Ленинграде. Дом их от бомбёжек сгорел и жили они с бабушкой в гримуборной цирка. Младших Запашных вывезли по «Дороге жизни». Они отправились к матери, Лидии Карловне, в Саратов. Здесь, ещё в годы войны они начали репетировать свой акробатически-трюковой номер, а затем выступать. Так на цирковых афишах появилась группа «Братья Запашные», которую прославили сыновья Михаила: Вальтер, Мстислав, Игорь. Братья пробовали себя в самых разных жанрах: клоунада, воздушная гимнастика, джигитовка, мотогонки, дрессировка лошадей и экзотических животных, укрощение хищников.
В Ивановском цирке функционировала конно-акробатическая студия под руководством А. Александрова-Сержа
В День Победы — 9 мая 1945 года артисты советского цирка выступали перед воинами-освободителями на лестнице поверженного рейхстага.
Среди участников фронтовых бригад и коллективов в годы войны были: А. Вадимов, Б. Вяткин, З. Гуревич, В. Гурский, В. Довейко, В. Дуров, П. Есиковский, А. Ирманов, А. Казини (Козюков), Карандаш, В. Лисин и Е. Синьковская, Павел Алексеевич, А. и Г. Поповы, Т. Птицына и Л. Маслюков, А. Рапитто, Г. Россини, Сим (С. Маслюков), И. Символоков, Н. Тамарин, М. Туганов, Ф. Хвощевский и А. Будницкий, воздушные гимнасты Полина Чернега и Степан Разумов, гротеск-наездница Валентина Лерри, дрессировщик Александр Корнилов, воздушные эквилибристы сестры Кох и многие другие.
Много молодых талантливых артистов погибло в боях за Родину. Среди них: воздушный гимнаст И. А. Щепетков (1910—1941), ему посмертно присвоено звание Героя Советского Союза, акробат М. М. Барляев (1912—1943), клоун Л. И. Бондаренко (1898—1942), наездник и жонглер на лошади Н. Н. Никитин (1912—1943), акробат-прыгун А. С. Павлов (1902—1942), наездник-жокей А. И. Пушкин (1913—1942), жонглер В. Б. Рославлев (псевд. — Бортар, 1920—1941), велофигурист Г. М. Сергеев (1903—1942), акробат и музыкальный эксцентрик А. В. Трипутин (1918—1942), коверный клоун В. Б. Шестуа (1912—1943), воздушные гимнасты А. С. Асланян, Н. П. Астахов, А. Е. Афанасьев, И. Ф. Кулешов, клоун А. А. Беляев (псевд. — Белянд), велофигурист П. Л. Ворошилов, сатирик М. В. Вургафтик (псевд. — Дамиров), жонглер В. А. Гурьев, артист-борец В. С. Денисов (псевд.-Зорин), наездник К. С. Дмитриев, акробат С. А. Донеман, эквилибристы П. Ильин, Г. А. Матарадзе, танц-акробаты братья П. и Н. Орловы, пластический акробат В. Н. Скляренко, акробаты Л. Грушкин, В. К. Давыдов, Н. С. Иголкин, Н. Озеров, В. Постников, И. Пустовой, Ф. Титаренко, Б. В. Ушаков, Л. Н. Цветков.

### Современный цирк
Современные цирковые искусства включают клоунаду, акробатику, эквилибристику, гимнастику, жонглирование, эксцентрику, иллюзионизм, пантомиму, дрессировка животных и др.
Цирковые специальности, помимо работы с животными, включают в себя разнообразные акробатические и гимнастические дисциплины, в том числе: хождение по канату, воздушную гимнастику, например, номера на трапеции, воздушных полотнах и различные наземные упражнения.
Клоунада — наиболее сложный цирковой жанр. Клоун мастерски владеет несколькими дисциплинами, и его участие в «чужих» номерах — популярное явление в любом цирковом представлении.
Последнее время переживает второе рождение одна из древнейших профессий цирка — огнеглотатели. Многие цирки начали включать в программу выступлений огненное шоу.
Цирк является одной из основных номинаций в конкурсной программе молодёжных Дельфийских игр России.

## Цирки стран мира

### Россия
Большинство стационарных цирков в Российской Федерации входит в структуру и является филиалами Российской государственной цирковой компании ФКП «Росгосцирк».

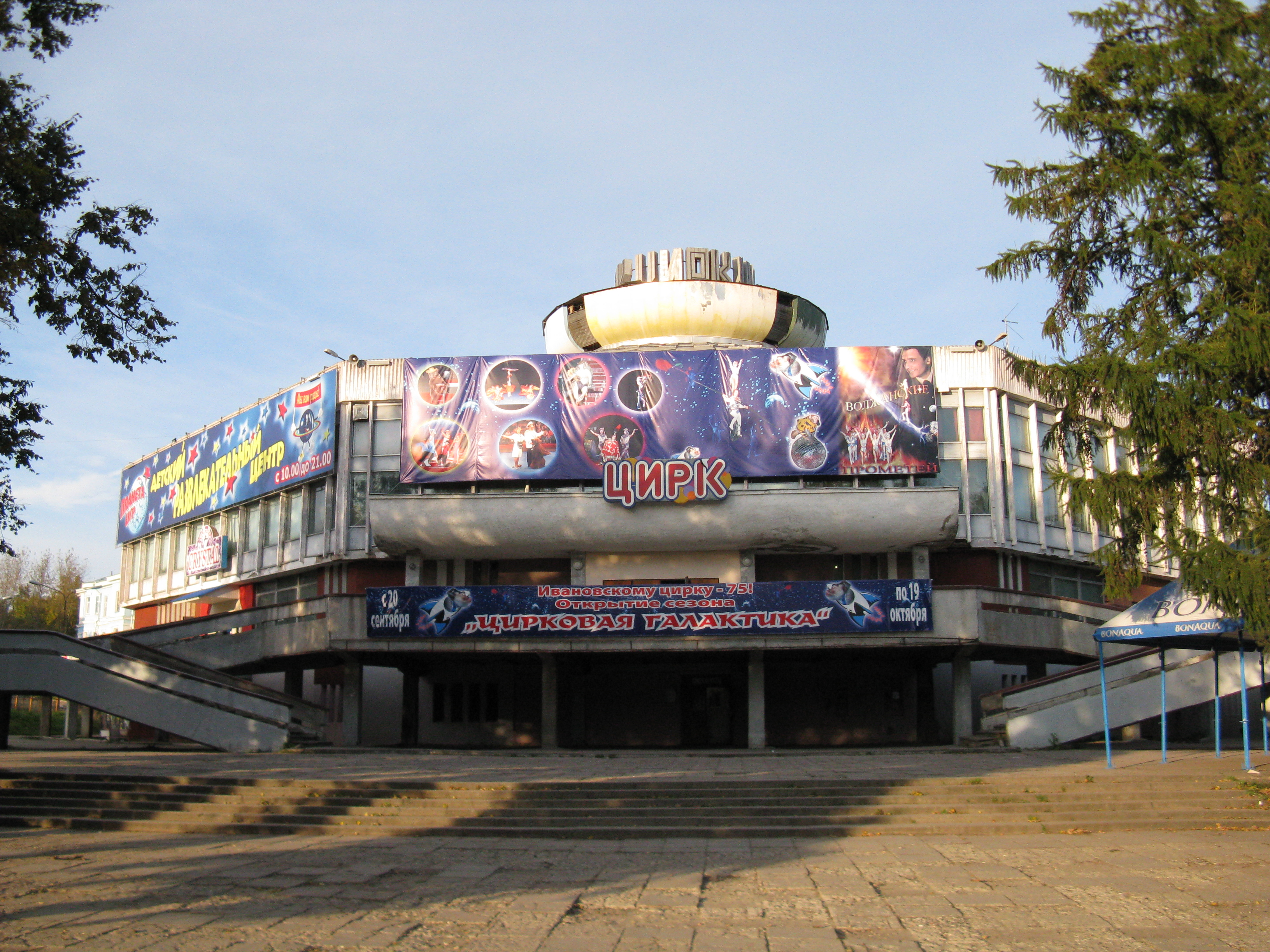
Ивановский государственный цирк
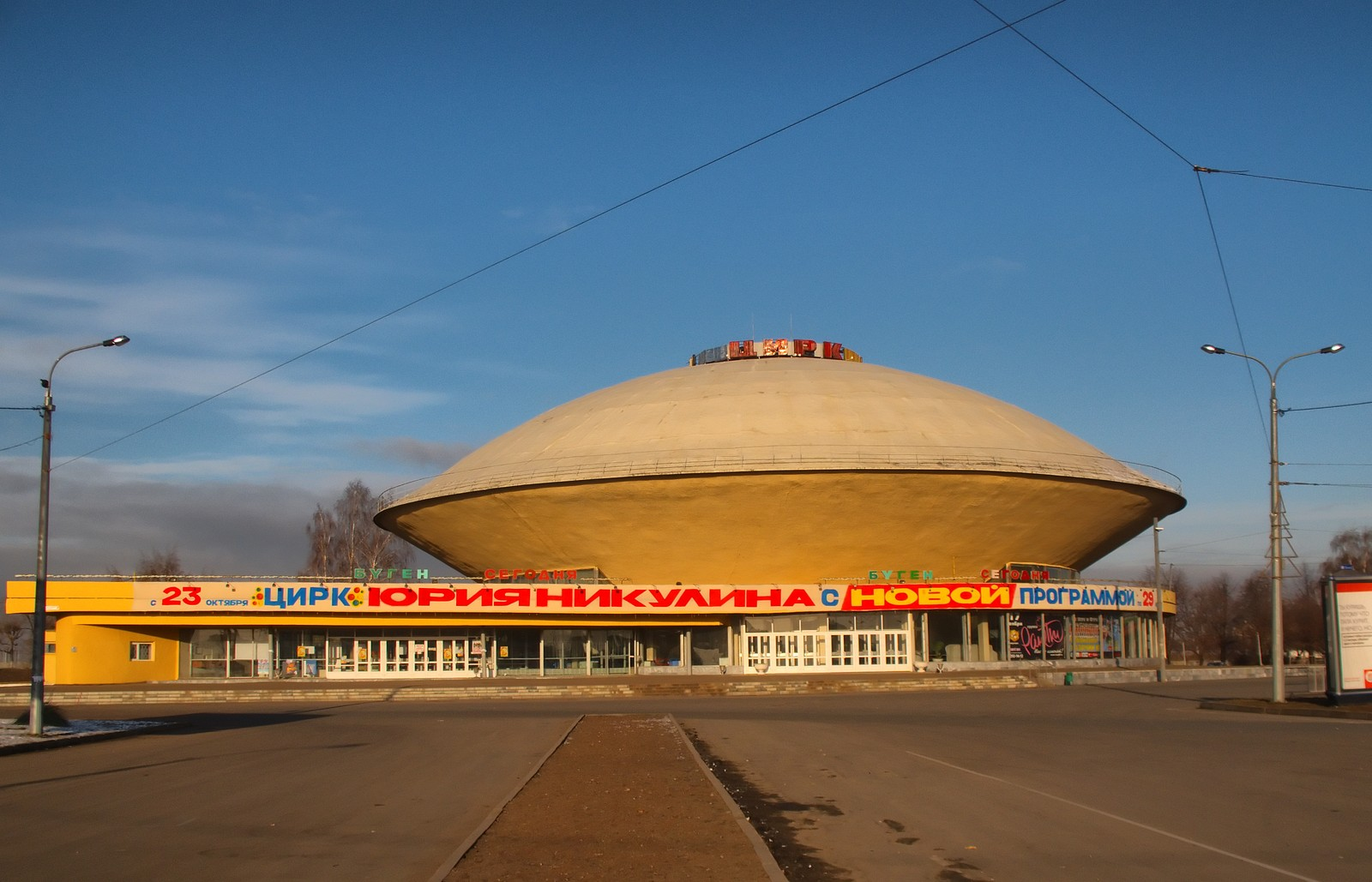
Казанский государственный цирк
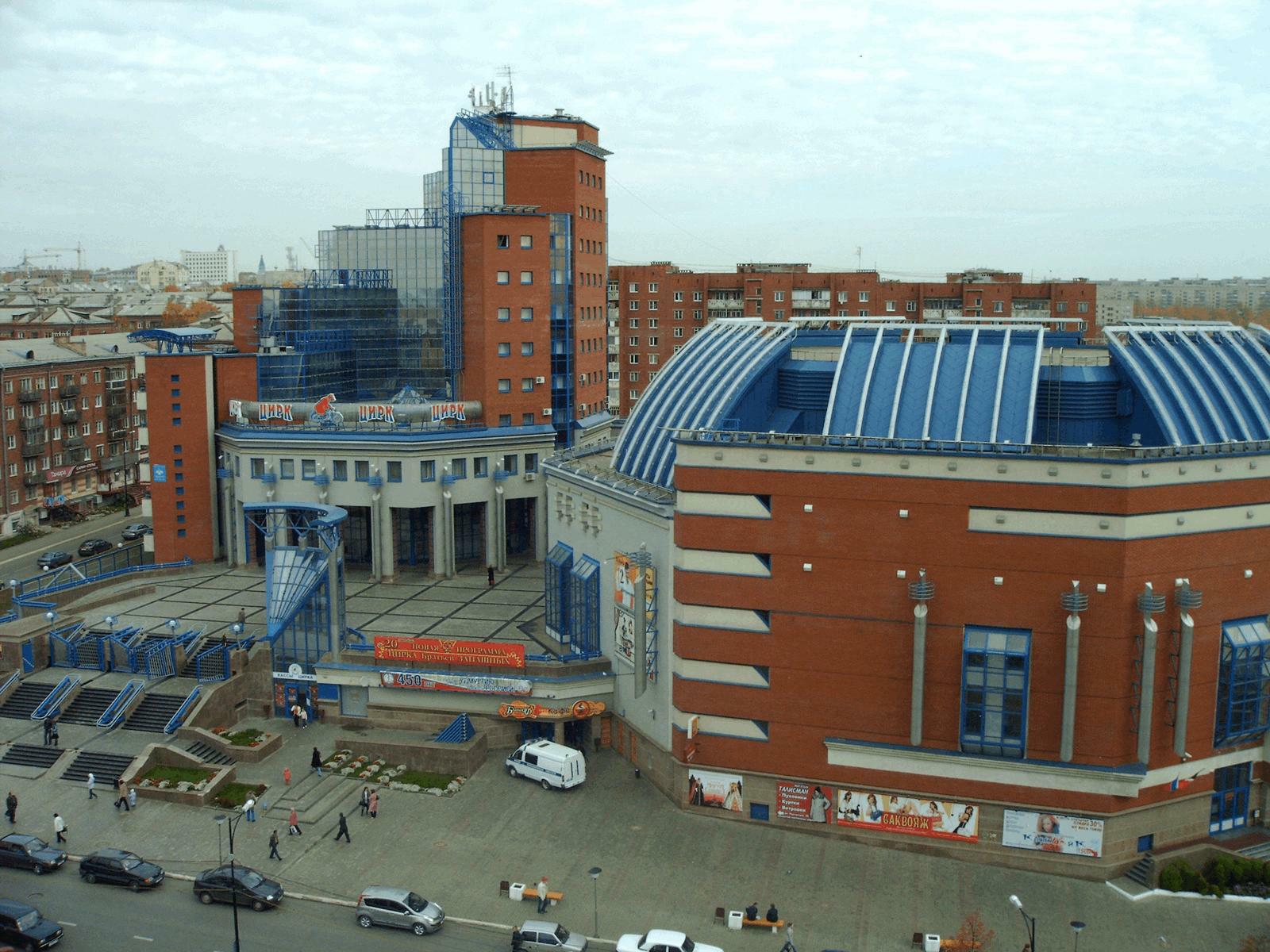
Государственный цирк Удмуртии
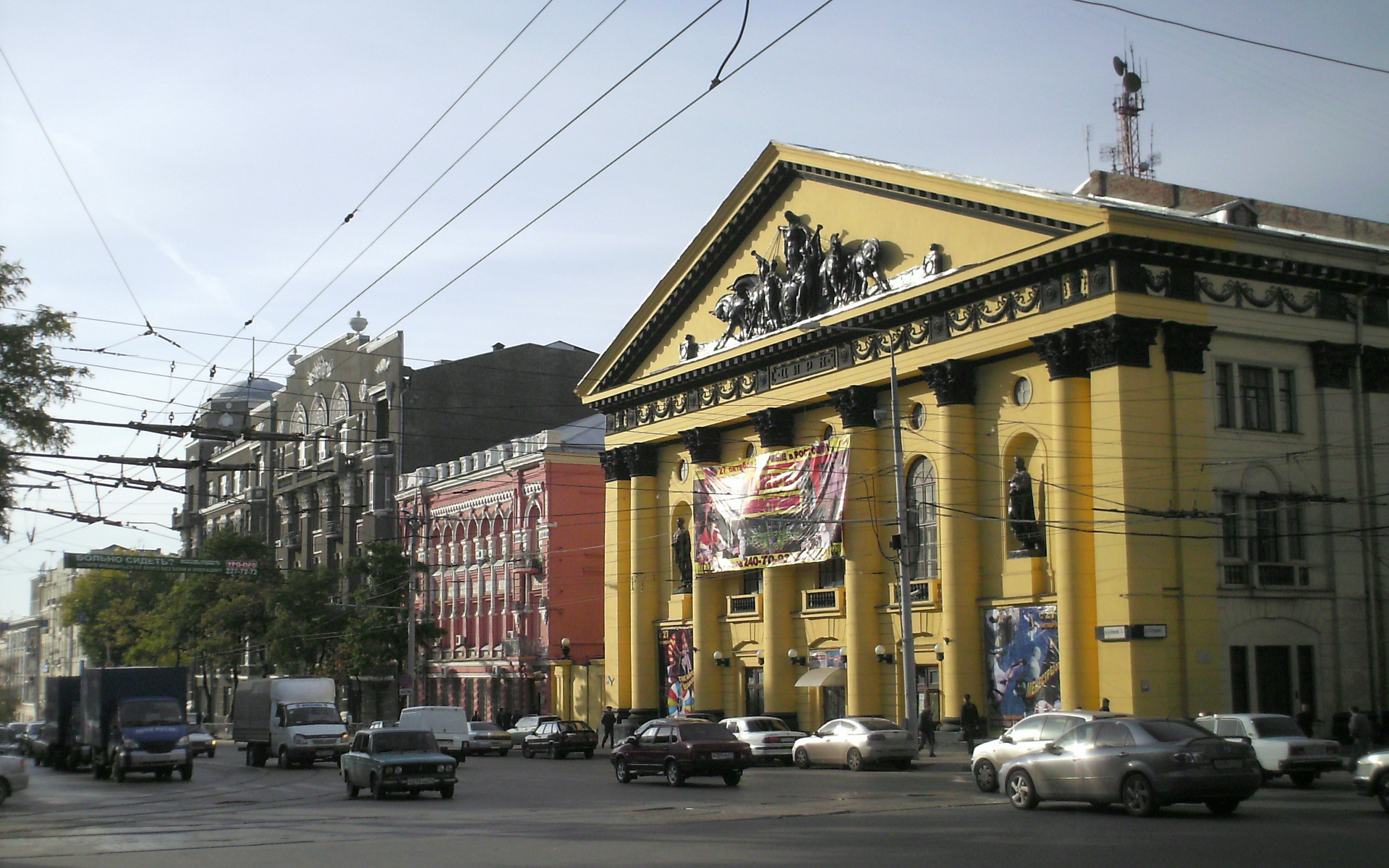
Ростовский государственный цирк
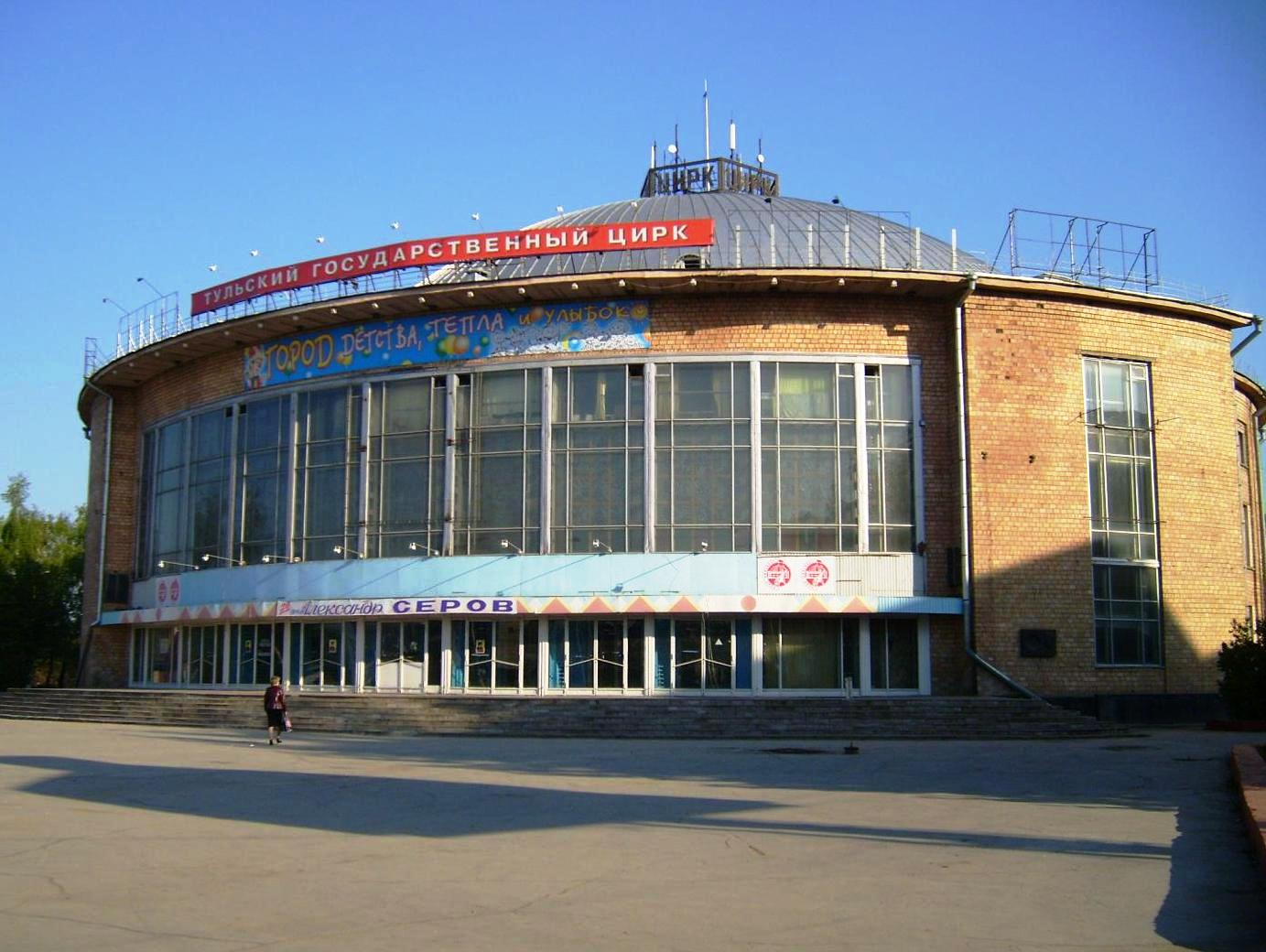
Тульский цирк
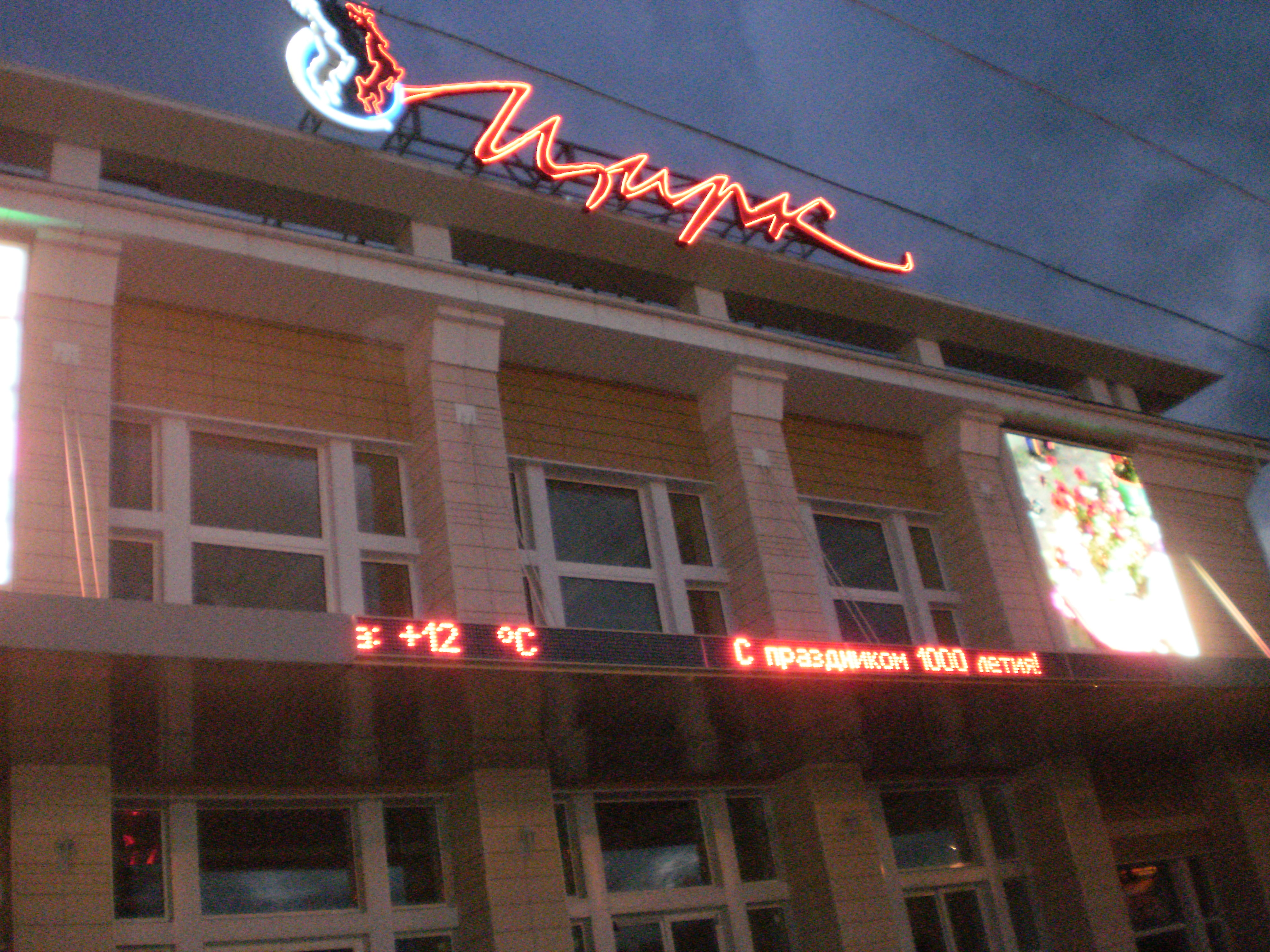
Ярославский цирк
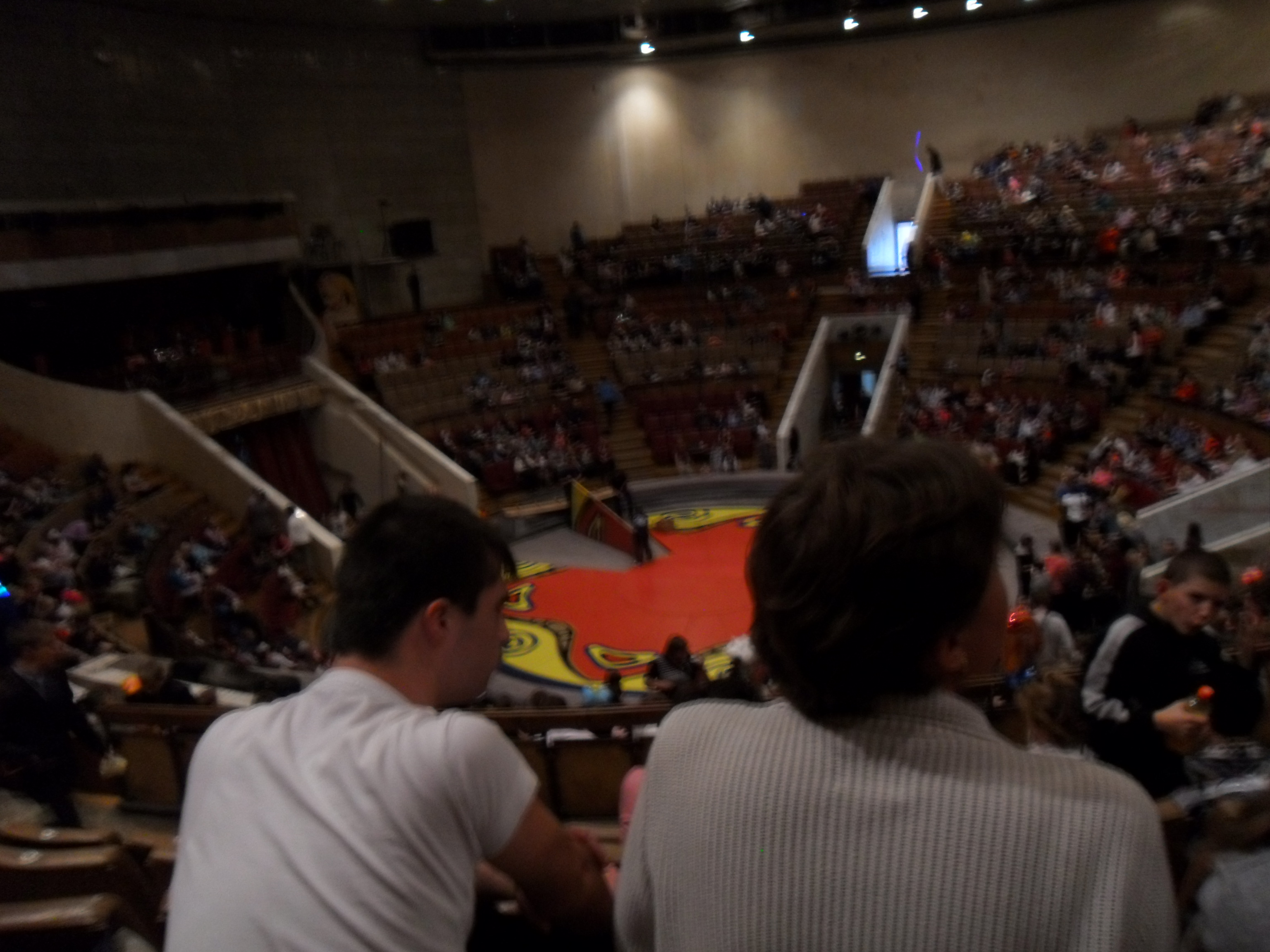
Воронежский цирк (вид изнутри)
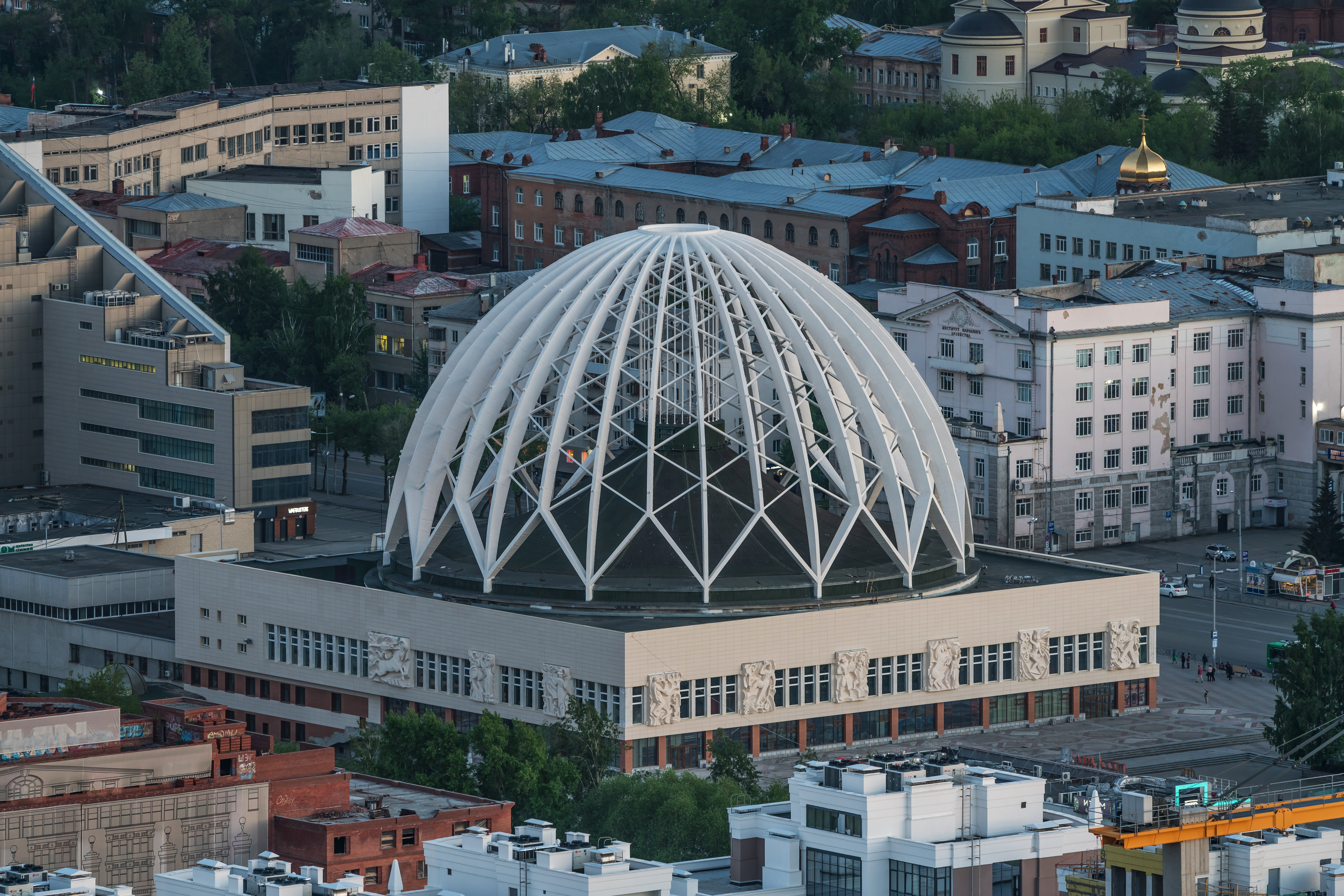
Екатеринбургский цирк
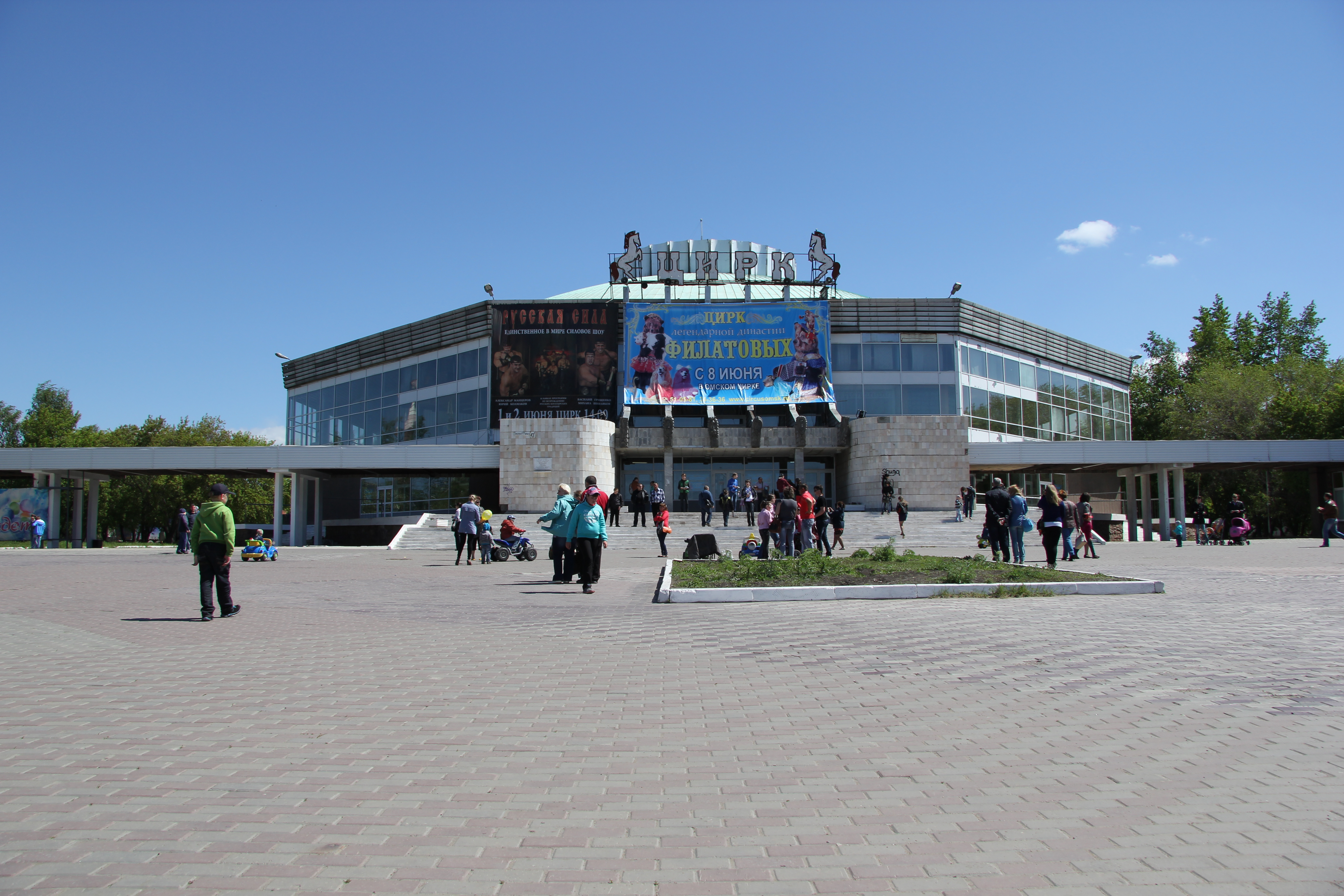
Омский цирк

- Цирки «Российской государственной цирковой компании» («Russian State Circus Company»)
- Большой московский государственный цирк[16]
- Большой Санкт-Петербургский государственный цирк
- Ижевский цирк[17]
- Кемеровский государственный цирк
- Казанский государственный цирк
- Екатеринбургский цирк
- Кировский государственный цирк[18]
- Красноярский государственный цирк
- Курский государственный цирк
- Московский цирк Никулина на Цветном бульваре
- Новокузнецкий государственный цирк
- Пермский государственный цирк
- Омский государственный цирк[19]
- Самарский государственный цирк им. Олега Попова
- Саратовский цирк им. братьев Никитиных
- Симферопольский государственный цирк им. Б. Н. Тезикова[20].
- Ульяновский Государственный цирк-шапито «Симбирск»
- Цирк танцующих фонтанов «Аквамарин»[21]
- Хабаровский государственный цирк
- Читинский государственный цирк-шапито
- Ярославский государственный цирк
- Магнитогорский государственный цирк
- Передвижной цирк-шапито «Юность»[22]

### СтраныСНГ

Казахский государственный цирк
Гомельский государственный цирк
Днепровский государственный цирк
Карагандинский цирк
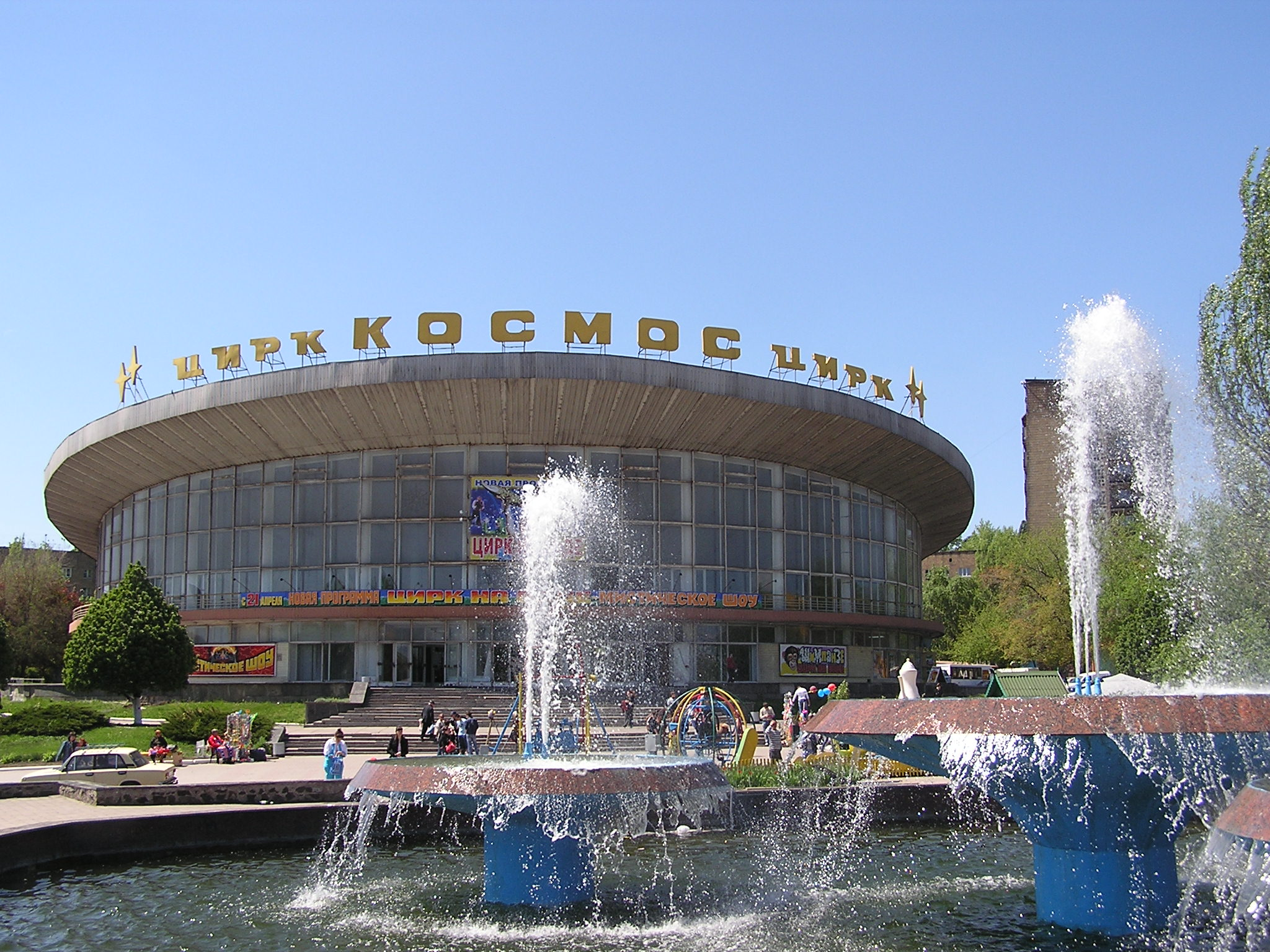
Донецкий цирк
Туркменский государственный цирк

Азербайджан
- Бакинский государственный цирк

Армения
- Ереванский цирк[23].

Белоруссия
- Белорусский государственный цирк[24] «Белгосцирк», г. Минск.
- Гомельский государственный цирк.

Казахстан
- Алматинский цирк[25].
- Столичный цирк города Астана.
- Карагандинский цирк.

Киргизия
- Государственный цирк Кыргызстана, г. Бишкек.

Молдавия
- Кишинёвский государственный цирк.

Таджикистан
- Цирк города Душанбе[26].

Туркменистан
- Туркменский государственный цирк, г. Ашхабад.

Узбекистан
- Ташкентский городской цирк «Узбекгосцирк» РО.

Украина
- Национальный цирк Украины, г. Киев
- Запорожский государственный цирк[27]
- Днепровский государственный цирк
- Одесский государственный цирк
- Донецкий государственный цирк «Космос»
- Криворожский государственный цирк
- Львовский государственный цирк.
- Луганский государственный цирк
- Харьковский государственный цирк[28]

### Зарубежные цирки
- Цирк «Оз», Австралия
- Embell riva, Египет
- Circus Dorato, Израиль
- Цирк «Кешет», Израиль

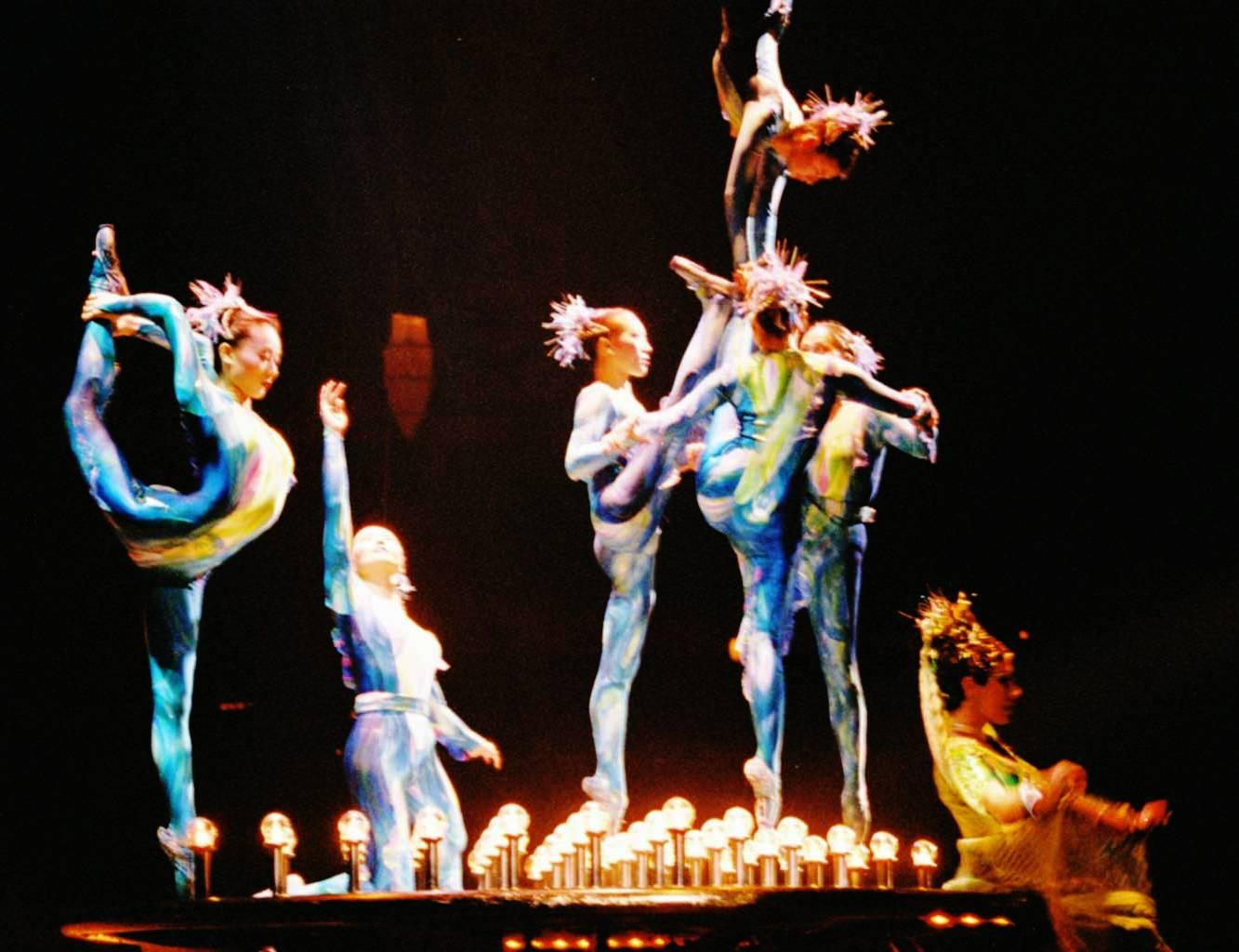
Cirque du Soleil. Выступление в Вене, 2004 год

- «Цирк Солнца» («Cirque du Soleil»), Канада
- Circus-The Entertainment Giant, Канада
- Китайский государственный цирк, Китай
- Цирк Зоппе (Северная Америка)
- Супер цирк Бобби Робертса, Англия
- Гостиница-казино Circus-Circus, Las Vegas
- Цирк Жинне, Южная Африка
- Цирк Буглиона (Bouglione), Бельгия

## Цирковые артисты
Цирковой артист — артист, принимающий участие в цирковом представлении; их коллектив называется труппой.
К их числу относятся:
- Гимнасты
- Акробаты
- Жонглёры
- Эквилибристы
- Эксцентрика
- Дрессировщики
- Вольтижировщики
- Фокусники и престидижитаторы
- Цирковые силачи
- Клоуны и комики

и другие.

### Артисты-животные
Кроме людей, в цирковых выступлениях участвуют животные под руководством дрессировщика. По современным нормам, для цирковых представлений используются только те животные, которые изъяты из дикой природы минимум в третьем поколении. То есть они привыкли к человеческому окружению и не приспособлены к жизни в естественных условиях. Многие цирки, в частности, Национальный цирк Украины, следят за соблюдением данного правила в своих стенах. В России животные, вышедшие на пенсию по возрасту, передаются в зоопарки, где начинают новую жизнь.
Цирковая дрессура (дрессировка) — процесс обучения цирковых животных выполнению трюков в цирке. В её процессе используется поощрительный, безболевой принцип, благодаря которому животные обучаются кормлением и ласковым обращением с ними. Именно этот принцип отстаивают цирки. К примеру, Национальный цирк Украины во главе с Людмилой Алексеевной Шевченко, которая утверждает: «Если дрессировщик издевается над животным, он не подходит цирку в принципе».

## В искусстве

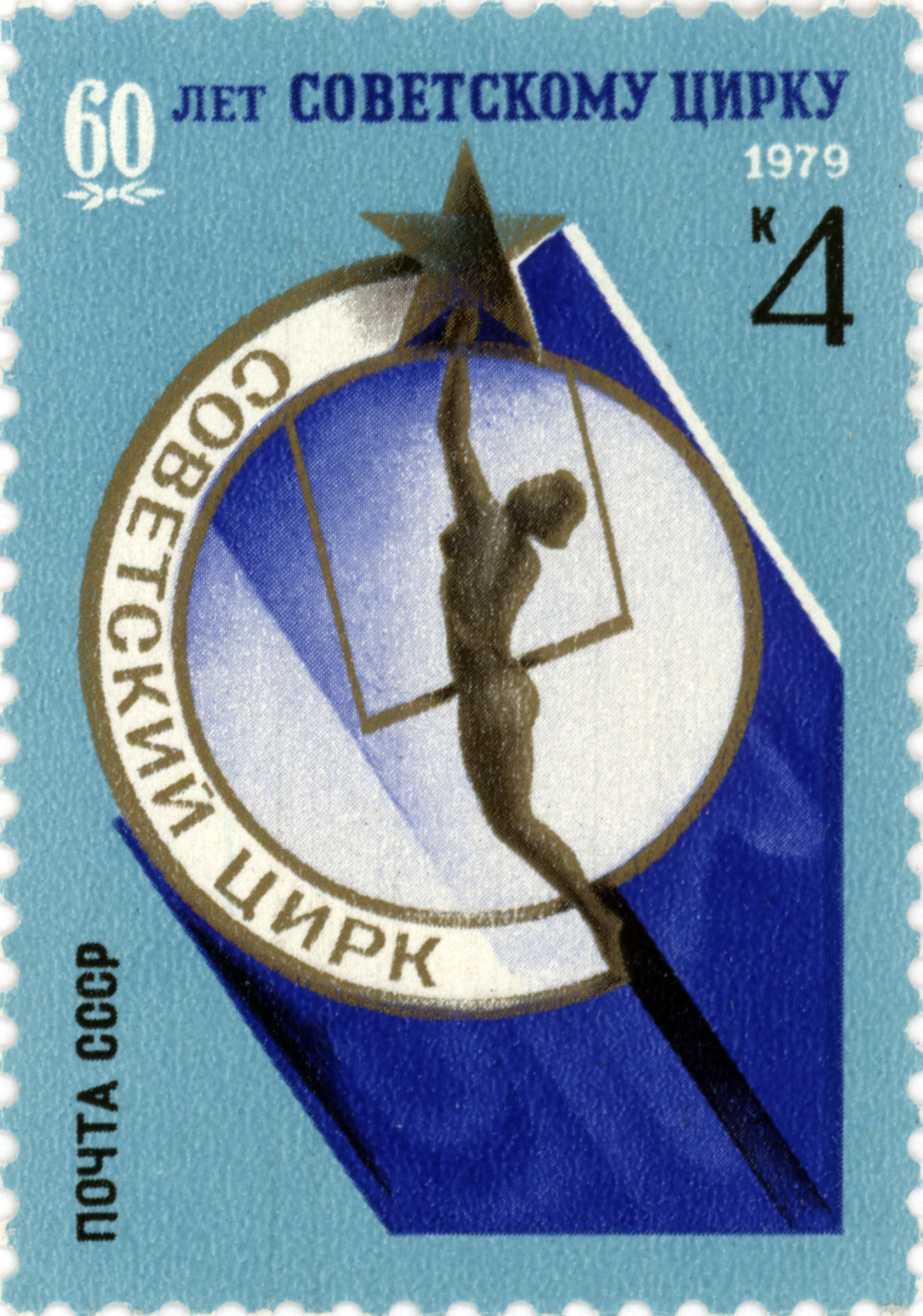
Почтовая марка СССР, 1979 год: 60 лет советскому цирку

Выступления акробатов, жонглёров, гимнастов с древнейших времен привлекали художников и скульпторов возможностью отобразить гармонию и совершенство человеческого тела, передать динамику его движений.
В наскальном рельефе гробницы египетского номарха Антилопьего нома Хнумхотепа II в Бени Хасане (1900 до н. э.) запечатлены жонглерские и акробатические упражнения девушек. В музее Вероны есть диптих, на котором изображено выступление юного пилариуса (жонглера). Окруженный толпой зрителей, юноша жонглировал 7 мячами. В Историческом музее в Москве хранится римское знамя (2 в. н. э.), на котором золотом вышита фигура богини Виктории, балансирующей на шаре. Многочисленные памятники античного искусства помимо художественной ценности представляют собой богатый источник информации о формах артистической деятельности. Сюжеты на фресках, стенках глиняных ваз, барельефах надгробий, в скульптурах свидетельствуют, что античным артистам было известно искусство акробатики, жонглирования, антипода, атлетики, эквилибра и вольтижировки на лошади.
В Средние века выступления странствующих артистов мы видим на рисунках на полях английских, французских и фламандских манускриптов XII—XIV веков. Неизвестными мастерами изображены канатные плясуны, атлеты, акробаты, жонглеры. Но наибольший интерес у художников вызывали тогда дрессированные животные: медведи, львы, обезьяны, лошади, верблюды, собаки. В России популярными были «медвежьи потехи», где животные смешно пародировали поступки людей. Эти медвежьи комедии стали излюбленным сюжетом народных картинок XVIII века, при этом рисунки сопровождались забавным пояснительным текстом (похоже на современный комикс). На фресках Софийского собора в Киеве (XI век) изображены пляшущие скоморохи, музыканты и эквилибристы, балансирующие шест на плече, по которому взбирается партнер.
Первым известным по имени художником, нарисовавшим выступления цирковых артистов, был Босх. В картине «Шарлатан» (XV век) он изобразил выступление фокусника, манипулирующего шариками и стаканчиками.
В картинах Брейгеля Старшего и других нидерландских мастеров XVI—XVII веков заключена богатая информация о зрелищном искусстве этой эпохи. На гравюре Х. Кока по рисунку Брейгеля «Падение мага Гермогена» изображён канатоходец в костюме птицеголового демона с длинным балансиром в руках; акробат, повисший на канате; жонглер, вращающий на палке тарелку, фокусники, кукловод.
Цирковые сюжеты в изобразительном искусстве XVIII века стали уже редкостью. Но в XIX веке художники вновь обращаются к цирковой тематике. Одним из первых был Гойя, изображавший выступления странствующих артистов: полотна «Акробаты», «Настоящее безумие», на котором художник изобразил дрессированную лошадь, стоящую на провисшем канате, а на её спине — танцующую наездницу. Домье на гравюрах, посвящённых сценам из жизни странствующих артистов, изображает уличных акробатов. Образ цирка в картинах художников XIX века многолик. Многоцветие циркового праздника предстает на картинах Дега, Ренуара, Тулуза-Лотрека. Дега в картине «Мисс Лола в цирке Фернандо» изобразил гимнастку, повисшую в зубнике под куполом цирка.
Известны художники, посвятившие своё творчество изображению выступлений, репетиций, закулисной жизни конкретных артистов. Художником отечественного цирка середины XIX века был Сапожников, нарисовавший на 12 литографиях премьеров цирковой труппы: Натарову, Кюзана, Бассен, Виоля и Пачифико, Шансле и Лежара. Последний изображён в редком конном номере «Завтрак». На спине скачущего коня стоят сервировочный стол и стул, на котором сидит наездник и из бутылки наливает вино в бокал. Роль летописца немецкого цирка во 2-й половине XIX века выполнил Ланг. На его карандашных и перьевых рисунках можно увидеть номера, исчезнувшие с манежа современного цирка: «Клоунская кавалерия», «Наездник с мостами», «Тройной школьный тандем», «Маневры с лентами», «Кадриль Людовика 14», «Гусарский манёвр», «Па-де-шаль», «Па-де-багет» и много другое. Из рисунков, посвящённых закулисной жизни, интерес представляет «Погрузка лошадей цирка Саламонского в железнодорожные вагоны».

Пабло Пикассо. «Девочка на шаре», 1905

Цирковая тематика широко представлена и в изобразительном искусстве XX века в картинах Пикассо («Девочка на шаре», «Акробаты с собакой», «Семья акробатов») возникает тема драматической судьбы уличных акробатов. Увлечение Пикассо кубизмом находит яркое воплощение в картине «Атлет». Лицо, тело, мускулы артиста художник «лепит» подчеркнуто геометрическими формами.
Сказочный мир создаёт в своих картинах Шагал — и цирковые акробаты, клоуны, дрессированные лошади становятся необходимой принадлежностью этого мира. «Я всегда рассматриваю клоунов, акробатов и актёров, — писал Шагал, — как существа трагические. Они напоминают мне фигуры религиозных картин». В одной из последних работ («Большой цирк») художник представил мир как цирковое представление, где вся жизнь заключена в круг манежа. Внизу изображён город с Эйфелевой башней. Вверху — ярусы кресел, заполненные зрителями. На манеже — влюблённые, клоуны с цветами, летающие лошади и люди, парящий в воздухе оркестр — мир, где все фантастично и реально.
С. Дали в гравюре «Китайцы» удалось передать утонченную ритмику работы китайских жонглеров, вращающих на бамбуковых тростях фарфоровые тарелочки.
К темам цирка неоднократно обращался Матисс. В серии рисунков, объединённых названием «Джаз», артисты изображены наподобие красочных арабесков, распластанных на плоскости.
Ярко отражена жизнь отечественного цирка в рисунках и гравюрах отца и сына Верейских. Большинство артистов зафиксированы ими в характерные мгновения работы в манеже: жокеи п/р Александрова-Серж в момент исполнения курсовых прыжков скачущих лошадей; Ю. Дуров — в трюке с морским львом, балансирующим на носу настольную лампу; клоун Цхомелидзе в миниатюре «Слоник».
Картины выступлений артистов цирка оставил художник А. Семенов: «Воздушный полёт „4 Донато“», «Портрет Виталия Лазаренко», «На репетиции в Пензенском госцирке» (1935 год) и др.
Вместе с тем в произведениях Верейских и Семенова намечаются черты парадности, которые в последующие годы перерождаются в помпезность официального искусства. Одновременно цирк продолжали рисовать и художники лирико-поэтического склада. Романтичный сказочный мир цирка жил в живописи и акварелях А. Фонвизина, А. Тышлера, В. Лебедева, Д. Дарана (иллюстрации к книге Гонкура «Братья Земгано»).
Интересно представлен цирк в произведениях А. Родченко. Героями его картин были буффонадные клоуны, наездницы на панно, прыгающие сквозь обручи, партерные акробаты. Это был цирк прошлого и, по признанию художника, он рисовал его по памяти.
Цирк был излюбленной темой в гравюрах Ф. Богородского, работавшего в молодости цирковым артистом. Художники обращаются к цирковым сюжетам и в наши дни: Ю. Пименов («Юный танцовщик на проволоке в цирке»), В. Шмохин (альбом «Веселый клоун»), С. Чернов («Планета-цирк», «Шапито», «Курс» и др.).
Наиболее известные произведения
- [bse.sci-lib.com/pictures/00/01/217304399.jpg «Акробаты с быком»]. 16 в. до н. э. Кносский дворец. Ныне — в Археологическом музее в Ираклионе (Крит).
- П. О. Ренуар. Клоун. 1909 г., «В цирке Фернандо», Клоун. 1868 г. (недоступная ссылка)
- Жорж Сёра. «Цирк». 1890—1891 гг. Музей д’Орсэ, Париж.
- Б. В. Иогансон. «На арене цирка». (1893—1973 гг.)
- Сальвадор Дали. Бродячие акробаты (1921), Цирк (1921)
- Франц Рисс. «Скоморохи в деревне». (1857 г.)
- Джованни Доменико Тьеполо. Будка акробатов (недоступная ссылка). Роспись виллы в Дзианиго. (1791—1793 г.)
- Анри де Тулуз-Лотрек. «В цирке: дрессировщик животных». (1899 г.), «В цирке: объездка лошадей»., «В цирке», Серия рисунков: «В цирке», «Наездница на белой лошади», «Женщина-клоун»
- Пабло Пикассо. «Акробат и маленький арлекин» (1905), «Девочка на шаре» (1905), «Семья бродячих акробатов»
- И. Босх. «Фокусник». Картина, написанная в ранний период до 1480 года г.
- Александр Тихомиров. «Цирк», «Акробат с попугаем», «Трагический клоун»
- Моисей Фейгин. «Пирамида цирка».
- Блюмель Ирина Фёдоровна. «Клоуны» («Комплимент», 1962 г.), «Клоун с шарами» (1969, шамот), «Клоун-акробат» (1969, шамот), «Высокое напряжение» (1971, шамот), «Клоун с зеркалом» (1976, металл), «Клоун с зонтиком», «Клоун с книжкой» (1976, бронза), «Старый клоун» (1977, шамот)
- Эдгар Дега. «Мисс Лола в цирке Фернандо». (1879 г.)
- Марк Шагал. «Большой цирк», «Мечта о цирке», «Наездница», «Цирковая лошадка»
- Владимир Дмитриев. «Цирк»
- А. Арапов. «Цирковое представление». (1928 г.)
- Джеймс Тиссо. «Любительницы цирка». (1885 г.)
- Борис Кустодиев. «Балаганы».
- Р. В. Левицкий. «Леонид Енгибаров», «Юрий Никулин», «Михаил Шуйдин», «Олег Попов» и др.
- Ф. А. Бронников. «Кулисы цирка». (1859 г.)
- Джозеф Кристиан Лейендекер. «Наездница»
- Marta Сzok. «Акробатки» (недоступная ссылка)
- А. В. Фонвизин. «В цирке» (недоступная ссылка), А. Фонвизин, А. Белякова «Цирковая наездница с поднятой ножкой», (1962 г.)литография.
- В. В. Тарасенко. «Наездницы» (1959), «Клоун Дуров со слоном» (1958), «Олег Попов» (1969), «Цирк» (1957)
- Лев Фомичёв «Цирковое представление» (недоступная ссылка).
- Е. Е. Лансере. «Челябинский дилижанс и старый цирк»]. Нач. 20 в
- Frank Hector Tompkins «Время цирка». (1882 г.)
- Герман Макс Пехштейн. «Цирк с верблюдами». (Около 1920 г.)
- Борис Бомштейн. «Цирковая фантазия»
- Виталий Волович. «Клоуны и манекены», «Ослы и клоуны», «Клоун и бабочки», «Репетиция», «Осёл, дрессирующий льва», «Клоун ловит бабочку», «Клоун за ширмой», «Ослы — велосипедисты», «Клоун и манекен», «Осёл на ходулях», «Осёл — антиподист» «Цирк, музыкальный эксцентрик», «Клоун прыгающий через ослов».
- Писарро Камиль. «Ярмарка в Дьепе»
- Ян Матейко. «Станчик». (шут). (1862 г.), Варшава, Национальный музей.
- Альма-Тадема, Лоуренс. «Египетский жонглёр». (1870 г.) Частная коллекция.
- Йозеф Фрёлих. «Придворный шут-фокусник». Гравюра (1728 г.)
- «Шут Фарнос, Красный нос». Лубок. Ксилография, акварель. 18 в.
- «Трюк факира Шашхала». Гравюра 1850 г.
- [Виктор Васнецов] «Акробаты на празднике в окрестностях Парижа» (1877 г.), «Шуты» (1885 г.), «Скоморохи на Москве»
- Турецкая миниатюра 16 века, изображающая [i037.radikal.ru/0806/97/e9aacb51ccda.jpg цирковые представления на ипподроме].
- Диего Веласкес. «Портрет придворного шута».
- В. А. Милашевский. «В цирке». (1930-е гг.)
- Брюллов Карл Павлович. «Вольтижер». (1818—1830 гг.)
- арх. В. А. Кенель. «Цирк Чинизелли в Петербурге», (1877 г.)
- Иллюзионный номер «игра с кубками». Гравюра (1470 г.)

## Цитаты
- Цирк — последнее прибежище чистого искусства. Франсуа Мориак
- Цирк — это лучшее место на земле! К. С. Станиславский
- Цирк — искусство величайшей точности. В отличие от кинематографа здесь ничего не делают приблизительно. Иначе лев откусит голову дрессировщику, акробат свалится из-под купола, а клоун будет встречен горькими вздохами тоскующего зрителя… А. И. Медведкин[32]
- Цирк — это искусство, в котором под фонограмму не полетаешь, это live show, где все вживую. А. Д. Калмыков[33]

## В филателии

Артисты советского цирка
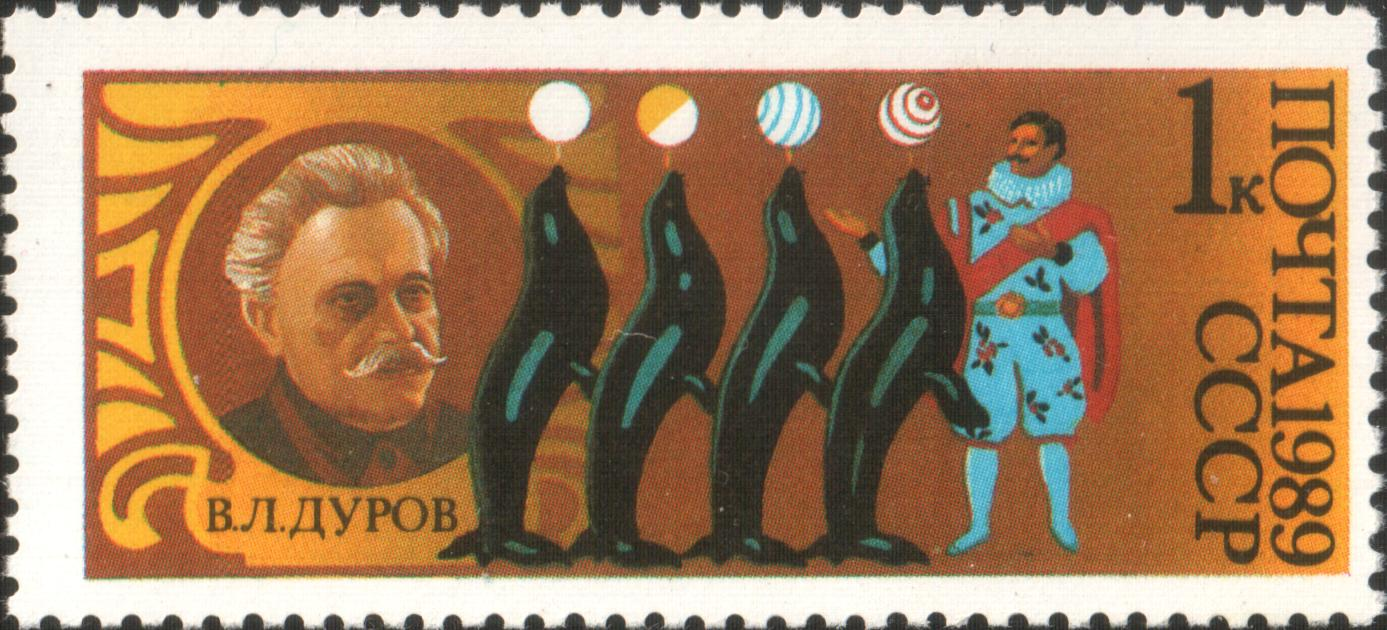
В. Л. Дуров
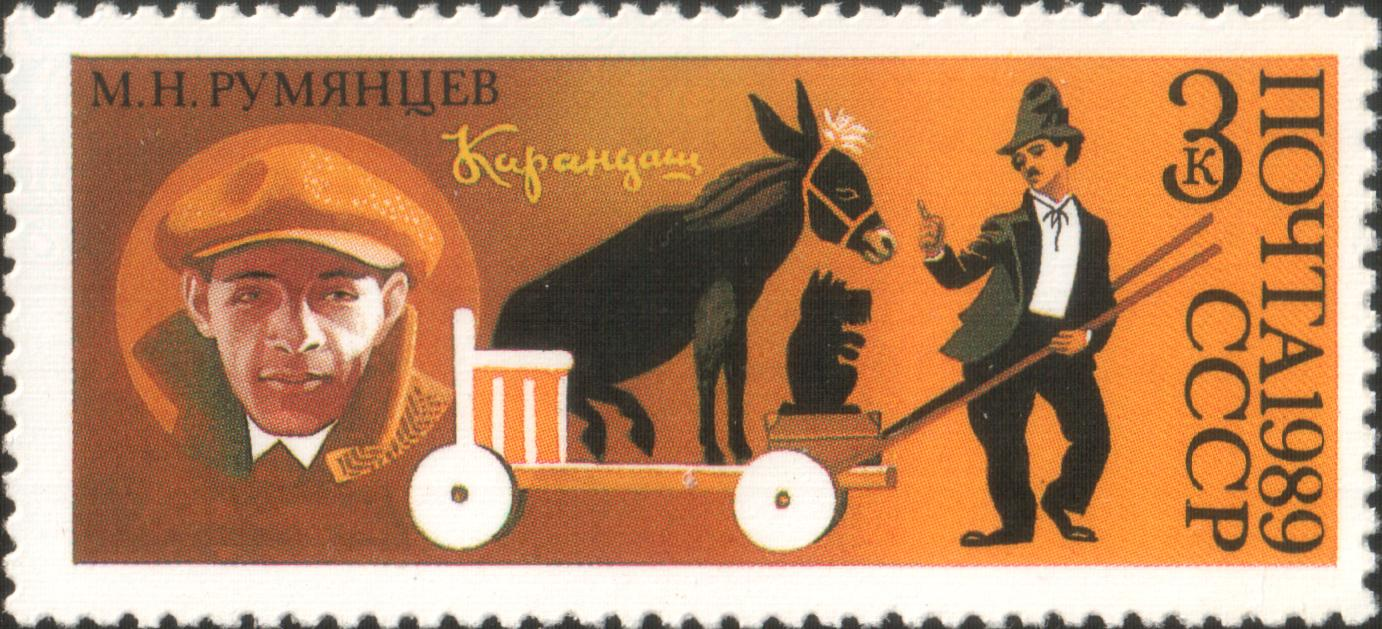
М. Н. Румянцев
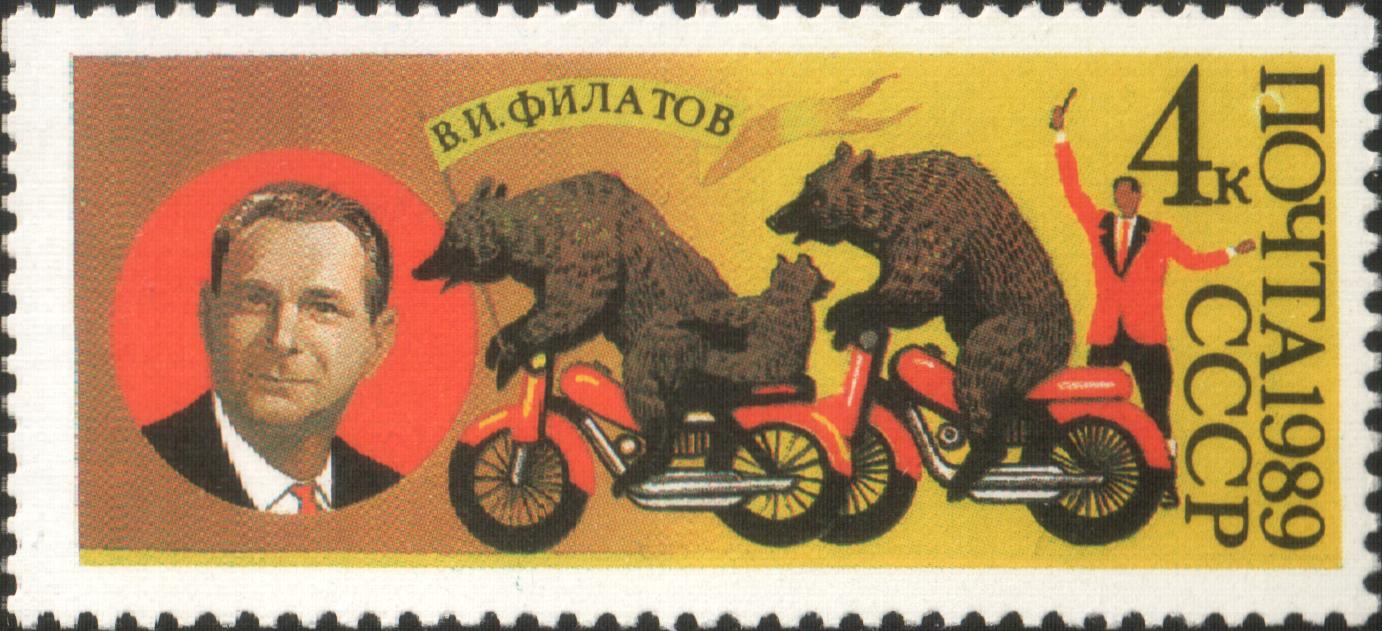
В. И. Филатов
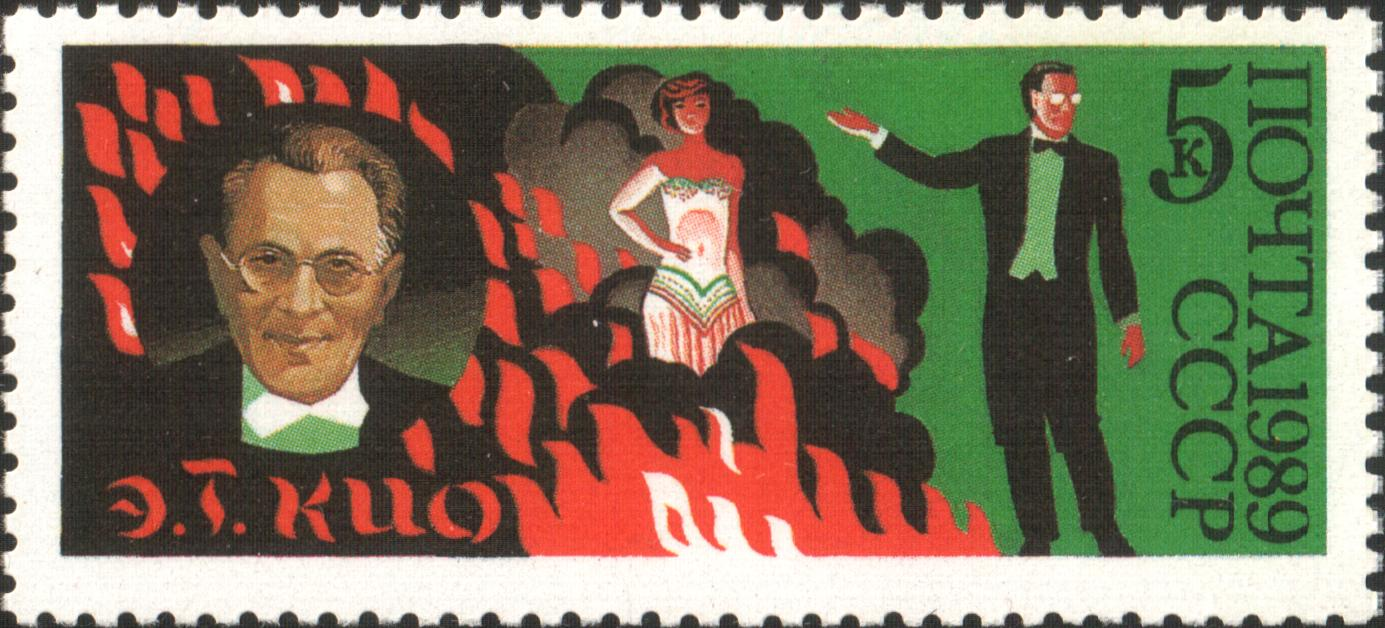
Э. Т. Кио
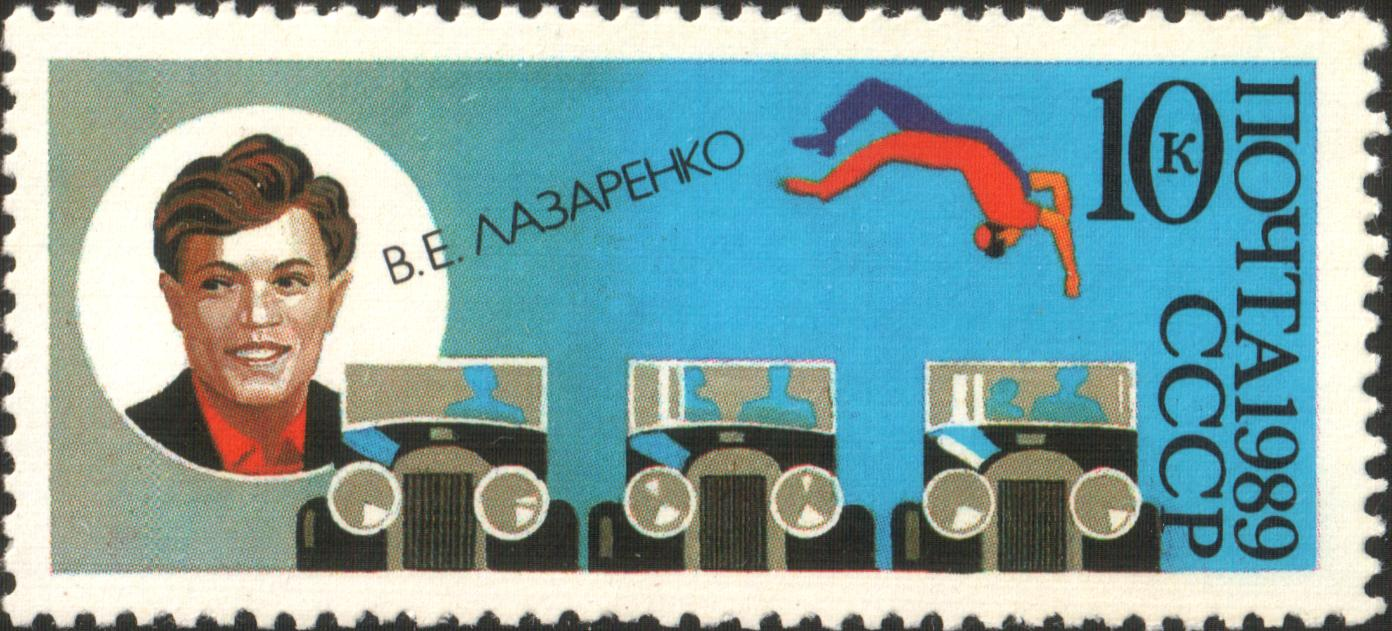
В. Е. Лазаренко

## Факты
- В 2001 году Сапармурат Туркменбаши упразднил цирк в Туркменистане, посчитав его «чуждым» туркменскому народу. По его распоряжению здание цирка превращено в подсобное помещение. Пришедший ему на смену Гурбангулы Бердымухамедов возродил цирк[34].